# Jonsereds Idrottsförening
O Jonsereds Idrottsförening, ou simplesmente Jonsereds IF, é um clube de futebol da Suécia fundado em 2 de maio de 1921. Sua sede fica localizada em Jonsered.